# Tomáš Řepka
Tomáš Řepka   (Brumov-Bylnice, 2 de gener de 1974) és un exfutbolista txec de la dècada de 1990.
Fou 46 cops internacional amb la selecció txeca i un cop amb la selecció txecoslovaca.
Pel que fa a clubs, defensà els colors de Baník Ostrava, Sparta Prague, ACF Fiorentina, West Ham United FC i České Budějovice.

## Palmarès
Sparta Praga
- Lliga txeca de futbol: 1996-97, 1997-1998, 2006-07, 2009-10
- Copa txeca de futbol: 1995-96, 2006-07, 2007-08

Fiorentina
- Coppa Italia: Winner 2000-01

Txèquia
- Copa Kirin: 1998